# جام قهرمانان کونکاکاف ۱۹۹۳
جام قهرمانان کونکاکاف ۱۹۹۳ بیست و نهمین دوره مسابقات بین‌المللی فوتبال باشگاهی سالانه جام قهرمانان کونکاکاف بود که در منطقه کونکاکاف (آمریکای شمالی، آمریکای مرکزی و دریای کارائیب) برگزار شد. مسابقات از ۲۳ ژانویه تا ۵ دسامبر ۱۹۹۳ به طول انجامید.
تیم‌ها به ۲ منطقه (شمالی/مرکزی و کارائیب) تقسیم شدند، که هر کدام تیم برنده را برای شرکت در مسابقات نهایی فرستادند. تمام بازی‌های مقدماتی به صورت سیستم رفت/برگشت برگزار شد، اما دیدار فینال در گواتمالاسیتی انجام شد.
مرحله نهایی متشکل از چهار تیم بود که در یک تورنمنت نوبت‌گردشی با یکدیگر بازی کردند. تیم کاستاریکایی ساپریسا، پس از کسب مقام اول در فینال با تفاضل گل ۸+، برای اولین بار قهرمان کونکاکاف شد.

## منطقه آمریکای شمالی/مرکزی

### مرحله مقدماتی
| تیم ۱           | نتیجه نهایی | تیم ۲           | بازی رفت | بازی برگشت |
| --------------- | ----------- | --------------- | -------- | ---------- |
| آکروس رئال وردس | ۱ - ۵       | رئال اسپانیا    | ۱ - ۲    | ۰ - ۳      |
| یوونتوس         | w/o         | هرکولز          | ۲ - ۰۱   | ۲ - ۰۱     |
| دیریانگن        | ۱ - ۵       | آلیانسا         | ۰ - ۲    | ۱ - ۳      |
| اسپورتینگ کلون  | ۱ - ۴       | کامیونیکیشنس    | ۰ - ۱    | ۱ - ۳      |
| پلازا آمادور    | ۹ - ۰       | یوونتوس ماناگوا | ۵ - ۰    | ۴ - ۰      |

۱ هرکولز قبل از مسابقه اول انصراف داد.

### مرحله اول
| تیم ۱        | نتیجه نهایی | تیم ۲            | بازی رفت | بازی برگشت |
| ------------ | ----------- | ---------------- | -------- | ---------- |
| کامیونیکیشنس | ۲–۵         | آلاخولنسه        | ۲–۱      | ۰–۴        |
| یوونتوس      | ۱–۸         | موتاگوا          | ۱–۳      | ۰–۵        |
| آلیانسا      | ۱–۵         | مونیسیپال        | ۰–۲      | ۱–۳        |
| پلازا آمادور | ۲–۸         | لوئیس آنخل فیرپو | ۲–۲      | ۰–۶        |
| رئال اسپانیا | ۰–۴         | لئون             | ۰–۰      | ۰–۴        |
| ساپریسا      | ۱–۱ ۶–۵ (پ) | پوئبلا           | ۱–۱      | ۰–۰        |

### مرحله دوم
| تیم ۱     | نتیجه نهایی | تیم ۲            | بازی رفت | بازی برگشت |
| --------- | ----------- | ---------------- | -------- | ---------- |
| آلاخولنسه | ۱ - ۲       | لئون             | ۰ - ۰    | ۱ - ۲      |
| موتاگوا   | ۰ - ۲       | مونیسیپال        | ۰ - ۱    | ۰ - ۱      |
| ساپریسا   | ۳ - ۲       | لوئیس آنخل فیرپو | ۲ - ۰    | ۱ - ۲      |

## منطقه کارائیب

### مرحله اول
| تیم ۱            | نتیجه نهایی | تیم ۲            | بازی رفت | بازی برگشت |
| ---------------- | ----------- | ---------------- | -------- | ---------- |
| زیون اینتر       | ۰ - ۴       | ستاره مورن-آه-لو | ۰ - ۲۱   | ۰ - ۲۱     |
| فرانسیسکین       | ۱۶ - ۳      | کوکا کولا روفرز  | ۱۰ - ۱   | ۶ - ۲      |
| ایگلون دو لمونتن | ۴ - ۰       | راسینگ گونیو     | ۲ - ۰۱   | ۲ - ۰۱     |
| سیتوک            | ۴ - ۰       | هاکس             | ۲ - ۰۱   | ۲ - ۰۱     |
| کولونیال         | ۰ - ۲       | رابین‌هود         | ۰ - ۱    | ۰ - ۱      |
| یوونتا           | ۴ - ۰       | تمپت             | ۲ - ۰۱   | ۲ - ۰۱     |
| لئو ویکتور       | ۱ - ۳       | اسپورت گویانایس  | ۰ - ۰    | ۱ - ۳      |
| ترینتوک          | ۴ - ۰       | یوونتوس          | ۲ - ۰    | ۲ - ۰      |

۱ زیون اینتر، راسینگ گونیو، هاکس و تمپت از مسابقات خود انصراف دادند.

### مرحله دوم
| تیم ۱            | نتیجه نهایی | تیم ۲            | بازی رفت | بازی برگشت |
| ---------------- | ----------- | ---------------- | -------- | ---------- |
| یوونتا           | ۰ - ۳       | فرانسیسکین       | ۰ - ۱    | ۰ - ۲      |
| ایگلون دو لمونتن | ۳ - ۰       | ستاره مورن-آه-لو | ۳ - ۰    | ۰ - ۰      |
| سیتوک            | ۲ - ۴       | رابین‌هود         | ۲ - ۱    | ۰ - ۳      |
| ترینتوک          | ۳ - ۱       | اسپورت گویانایس  | ۲ - ۰    | ۱ - ۱      |

### مرحله سوم
| تیم ۱      | نتیجه نهایی | تیم ۲            | بازی رفت | بازی برگشت |
| ---------- | ----------- | ---------------- | -------- | ---------- |
| فرانسیسکین | ۱ - ۳       | ایگلون دو لمونتن | ۱ - ۱    | ۰ - ۲      |
| رابین‌هود   | ۱ - ۰       | ترینتوک          | ۱ - ۰    | ۰ - ۰      |

### مرحله چهارم
| تیم ۱            | نتیجه نهایی | تیم ۲    | بازی رفت | بازی برگشت |
| ---------------- | ----------- | -------- | -------- | ---------- |
| ایگلون دو لمونتن | ۲ - ۳       | رابین‌هود | ۱ - ۰    | ۱ - ۳      |

## تورنمنت نهایی
| رتبه | تیم       | بازی | برد | مساوی | باخت | گل زده | گل خورده | گل تفاضل | امتیاز | وضعیت                             |
| ---- | --------- | ---- | --- | ----- | ---- | ------ | -------- | -------- | ------ | --------------------------------- |
| ۱    | ساپریسا   | ۳    | ۱   | ۲     | ۰    | ۱۱     | ۳        | ۸+       | ۴      | قهرمان جام قهرمانان کونکاکاف ۱۹۹۳ |
| ۲    | لئون      | ۳    | ۱   | ۲     | ۰    | ۶      | ۲        | ۴+       | ۴      |                                   |
| ۳    | مونیسیپال | ۳    | ۱   | ۲     | ۰    | ۳      | ۰        | ۳+       | ۴      |                                   |
| ۴    | رابین‌هود  | ۳    | ۰   | ۰     | ۳    | ۱      | ۱۶       | ۱۵−      | ۰      |                                   |

### مسابقات
| ۱ دسامبر ۱۹۹۳ هفته اول | لئون              | ۲–۲ | ساپریسا               | گواتمالاسیتی, گواتمالا      |
| (یوتی‌سی ۶:۰۰-)         | کیروش ۳۶' (پ) ۶۰' |     | رامیرس ۲۵' · دیاز ۴۶' | ورزشگاه: ورزشگاه متئو فلورس |

| ۱ دسامبر ۱۹۹۳ هفته اول | مونیسیپال       | ۳–۰ | رابین‌هود | گواتمالاسیتی, گواتمالا      |
| (یوتی‌سی ۶:۰۰-)         | روداس · گونزالس |     |          | ورزشگاه: ورزشگاه متئو فلورس |

| ۳ دسامبر ۱۹۹۳ هفته دوم | لئون                                   | ۴–۰ | رابین‌هود | گواتمالاسیتی, گواتمالا      |
| (یوتی‌سی ۶:۰۰-)         | کیروش ۱۹' ۲۳' · وندرلی ۴۶' · آییپی ۷۷' |     |          | ورزشگاه: ورزشگاه متئو فلورس |

| ۳ دسامبر ۱۹۹۳ هفته دوم | مونیسیپال | ۰–۰ | ساپریسا | گواتمالاسیتی, گواتمالا      |
| (یوتی‌سی ۶:۰۰-)         |           |     |         | ورزشگاه: ورزشگاه متئو فلورس |

| ۵ دسامبر ۱۹۹۳ هفته سوم | رابین‌هود | ۱–۹ | ساپریسا                            | گواتمالاسیتی, گواتمالا      |
| (یوتی‌سی ۶:۰۰-)         | ریگترز   |     | مدفورد · فونسکا · کورونادو · مایرس | ورزشگاه: ورزشگاه متئو فلورس |

| ۵ دسامبر ۱۹۹۳ هفته سوم | مونیسیپال | ۰–۰ | لئون | گواتمالاسیتی, گواتمالا      |
| (یوتی‌سی ۶:۰۰-)         |           |     |      | ورزشگاه: ورزشگاه متئو فلورس |